# Рожня (приток Суходрева)
Рожня — речка в Малоярославецком районе Калужской области России, левый приток Суходрева. Длина речки составляет 21 км, площадь водосбора 77,6 км².
Речка формируется, вбирая в себя несколько крупных ручьев в районе населённых пунктов: Шершино, Дольское, Столбовка. Течёт на север.
В верховье речки сформировано 2 пруда.

## Данные водного реестра
По данным государственного водного реестра России относится к Окскому бассейновому округу, водохозяйственный участок реки — Угра от истока до устья, речной подбассейн реки — Бассейны притоков Оки до впадения Мокши. Речной бассейн реки — Ока.
Код объекта в государственном водном реестре — 09010100412110000021573.